# Zoltán András
Zoltán András (Sopron, 1949. december 25. –) magyar nyelvész a szláv, orosz és ukrán tanulmányok területén.

## Tanulmányok
A budapesti Eötvös Loránd Tudományegyetemen (1974) szerzett diplomát és a Moszkvai Állami Egyetemen (1984) kandidátusi fokozatot.

## Munkahelyek
Orosz (1995-től: Keleti Szláv és Balti) Filológiai Tanszék az Eötvös Loránd Tudományegyetemen: 1974 óta dolgozik a karon, 1991–2002-ben tanszékvezető volt, 2003-2014 között az újonnan létrehozott Ukrán Filológiai Tanszéket vezette, 2006 óta az egyetemi tanár címet viseli, 2016 óta professor emeritus. 2016 óta vendégprofesszor a beregszászi II. Rákóczi Ferenc Kárpátaljai Magyar Főiskolán.
Több szlavisztikai folyóirat szerkesztő bizottságának vagy nemzetközi tanácsadó testületének tagja: Studia Slavica Hung. (Budapest), Slavica (Debrecen), Беларускі Гістарычны Агляд – Belarusian Historical Review (Minszk), Slověne (Moszkva), Slavia Occidentalis (Poznań), Acta Baltico-Slavica (Varsó) stb.

## Díjak
- 2010: Szent-Györgyi Albert-díj
- 2010: Franciszk Szkarina-érem (Fehéroroszország)
- 2012: Hodinka Antal-díj
- 2016: A Magyar Érdemrend tisztikeresztje[3]
- 2021: Litván Érdemrend Lovagkereszt.[4]

## Főbb művei[5]
- A cirill betűs szláv nyelvek neveinek magyar helyesírása – Az újgörög nevek magyar helyesírása. Főszerkesztő Hadrovics László. Szerkesztő Zoltán András. Budapest: Akadémiai Kiadó, 1985. – 239 l.
- Из истории русской лексики – Fejezetek az orosz szókincs történetéből. Budapest: Tankönyvkiadó, 1987. – 136 l.
- Oláh Miklós Athila című munkájának XVI. századi lengyel és fehérorosz fordítása – «Athila» М. Олаха в польском и белорусском переводах XVI века. Az előszót írta: Udvari István. Nyíregyháza: Örökségünk Kiadó Bt., 2004 (= Dimensiones Culturales et Urbariales Regni Hungariae 6.). – 555 l.
- Szavak, szólások, szövegek: Nyelvészeti és filológiai tanulmányok. Budapest: Lucidus Kiadó, 2005. – 273 p. (= Kisebbségkutatás Könyvek)
- Interslavica: Исследования по межславянским языковым и культурным контактам. Москва: Индрик, 2014. – 224 p. https://inslav.ru/publication/zoltan-interslavica-issledovaniya-po-mezhslavyanskim-yazykovym-i-kulturnym-kontaktam-m